# Chevrolet Cruze

Chevrolet Cruze (транскр. Шевролет круз) (енгл. Chevrolet Cruze; фр. Chevrolet Cruze) је аутомобил ниже средње класе, који производи америчка аутомобилска група Џенерал Моторс и америчка фабрика аутомобила Шевролет од 2008. године. Означен је као глобално развијена, дизајнирана и произведена компактна лимузина са четворо врата, допуњена хечбек варијантом каросерије са петоро врата из 2011. и караван 2012. Током свог представљања, круз замењује неколико компактних модела, укључујући Шевролет оптра који се продавао на међународном нивоу под различитим именима, Шевролет кобалт се продавао искључиво у Северној Америци и Холден астра на аустралијском тржишту.
Круз је пуштен у продају 2008. за тржиште Јужне Кореје као Даеву ласети премијер до постепеног укидања марке Даеву 2011. године, када је преименован у Шевролет круз. У Аустралазији, модел се продавао између 2009. и 2016. као Холден круз. У 2016, круз лимузина је рестилизована и преименована за тржиште Аустралије у Холден астра седан, као лимузина допуна породици Холден астра.
Због померања тржишта ка СУВ-овима и смањења продаје, круз је постепено повучен. Производња круза у Јужној Кореји окончана је 2018. године као део реструктурирања Џенерал Моторс Кореје, која је заузврат обуставила испоруку Холден астра аедан Аустралазији. У Сједињеним Државама и Мексику производња је завршена 2019. године, док је производња у Кини завршена 2020. године. Од 2022. године, круз је наставио да се производи у Аргентини. Заменила га је Монца у Кини, која је у Мексику позната као кавалијер.
Раније је натписна плочица коришћена за верзију субкомпактног хечбек аутомобила произведеног у заједничком подухвату са Сузукијем од 2001. до 2007. године, а заснована је на Сузуки игнису.

## Историјат
Круз је компактан аутомобил који се од друге генерације, не продаје више у Европи, Јужној Кореји и Кини, а још увек се продаје у Северној Америци и Аргентини. Када је имао вишезначну одредницу на плочици са именом, био је субкомпактни мали аутомобил, а када је дошла 2008. година, тада је постао компактни аутомобил. 

### Вишезначност на плочици са именом
Пре пуштања у продају глобалне Шевролет круз компактне лимузине 2008. године, Џенерал Моторс је користио име „Круз“ између 2001. и 2008. у Јапану, Аустралији (као Холден круз) и Новом Зеланду. Најављен као концептни аутомобил Шевролет ИГМ1 на Салону аутомобила у Токију 1999. године, оригинални круз је изведен из субкомпактног хечбека Сузуки игнис са петоро врата (познатог као Сузуки свифт у Јапану). Упркос Шевролет бренду, ИГМ1 је, као и серијски аутомобил, дело ГМ-овог аустралијског огранка Холдена. Заједно са стилом, Холден је извршио већину инжењерских радова и био је одговоран за осмишљавање „Круз“ натписне плочице. Круз је долазио са мотором од 1,3 или 1,5 литара упарен са петостепеним мануелним или четворостепеним аутоматским мењачем.
Произведен од стране Сузукија у Јапану, Џенерал моторс је представио серијски Шевролет круз у октобру 2001. године, а јапанска продаја је почела следећег месеца. Од 2002. до 2006. ова генерација круза се продавала у Аустралији (као Холден) и на Новом Зеланду (као Шевролет).

Серијски круз је имао стандардни погон на предње точкове, са опционим погоном на све точкове. Шевролет је следио маркетиншку стратегију која је Круз позиционирала као лако спортско теренско возило (СУВ). Ово је у супротности са Сузукијевим приступом игнису који се продаје као конвенционални путнички модел. Од 2003. године, Сузуки из Европе је почео да производи круз као Сузуки игнис—што представља ремонт оригиналног игниса, али само за европска тржишта.
- 2001-2008 Шевролет круз
- задњи поглед

### Прва генерација (2008–2016)
Прва генерација се на нашла на европском и осталим тржиштима 2008. године. Годину дана касније долази на тајландско и индијско тржиште, 2010. године у Вијетнам, а 2011. године у Аустралији (као Холден у Аустралији), Колумбији и Северној Америци. Оно што га истиче јесте његова дужина хечбека која је 4.510 mm и дужина каравана 4.681 mm, док је дужина лимузине 4.597 mm, што је као код већине конкурената. Ова генерација је имала исту платформу као Опел астра Ј, Бјуик верано, Шевролет кавалиер и Шевролет орландо.

Уграђивали су се бензински мотори од 1.4 са турбином (140 КС) атмосферски 1.6 (114 и 124 КС) атмосферски 1.8 (140 КС) и дизел мотори од 1.7 VCDi (110 и 130 КС), 2.0 VCDi (150 и 163 КС) за европско тржиште, мада и за северноамеричко и ту је био још један дизел мотор 1.6 MDE.
- I генерација, предњи поглед
- I генерација, задњи поглед, Хечбек (Комбилимузина)
- I генерација, задњи поглед, Лимузина
- I генерација, задњи поглед, Караван
- Ентеријер
- I генерација, редизајн, предњи поглед
- I генерација, редизајн, задњи поглед, Хечбек (Комбилимузина)
- I генерација, редизајн, задњи поглед, Лимузина
- I генерација, редизајн, задњи поглед, Караван
- Ентеријер, редизајн

#### Редизајн 2014
Редизајн 2014. године није био понуђен за Европу, тако да се није продавао у Европи јер је Шевролет почео 2015. - 2016. да са европског тржишта нестаје, а главни узрок је то што се Даеву који није био превише поуздан престао да ради 2011. године, а Шевролет и Џенерал моторс су сарађивали са Даевуом. Једино се нудио као седан овај редизајн. Изгледао је овако:
- други редизајн
- задњи поглед

### Друга генерација (2015–)

#### Међународна верзија (2015–данас; Ј400)
Потпуно нова, друга генерација се више не производи за Европу, већ за Северну и Јужну Америку и у Кини, сем што је у Кини био другачији него у Северној и Јужној Америци. Први модел ове генерације, почео је са производњом ране 2016. године. Ова генерација је имала исту платформу као Опел астра К. Разлике између астре К и круза поред у дизајну споља и унутра, примећују се и у димензијама јер је круз много дужи од астре К. Од ове генерације, круз се више не производи као караван.

Уграђују се бензински мотори од 1.4 са турбином, атмосферски 1.6 (у Кини) и дизел мотор 1.6 MDE. У Кини је био једино онај атмосферски 1.6 бензинац понуђен. Дизелаша није било.
- II генерација, предњи поглед
- II генерација, задњи поглед, Хечбек (Комбилимузина)
- II генерација, задњи поглед, Лимузина
- Ентеријер
- II генерација, редизајн, предњи поглед
- II генерација, редизајн, задњи поглед, Хечбек (Комбилимузина)

#### Кинеска верзија (2014–2016; Ј400 CN)
Нови модел је први пут најављен за кинеско тржиште на Салону аутомобила у Пекингу 2014. и почео је у продаји у августу 2014. Заснован на D2XX платформи и дизајниран од стране SAIC-GM, Kруз J400 CN се продавао само 2 године пре објављивања међународни Kруз Ј400. Једино се продавао као лимузина.
Лимузина са четворо врата има нагнуту линију крова налик на брзу бек и низак коефицијент отпора од 0,28 долази са избором од 1.4 L (1.399 cm³) турбо мотора са директним убризгавањем снаге 110 кВ (150 кс) при 5.600 обртаја у минути и обртног момента. од 235 Нм при 1.600–4.000 о/мин, који може бити упарен са шестостепеним мануелним мењачем или седмостепеним Старт/Стоп омогућеним мењачем са двоструким квачилом, или директним мењачем од 1.5 L (1,490 cm³). мотор са убризгавањем снаге 84 кВ (113 КС) при 5.600 о/мин и обртног момента од 146 Н⋅м при 6.000 о/мин упарен са шестостепеним аутоматским мењачем са могућношћу старт/стоп. Оба мотора долазе из нове Џенерал моторс породице малих бензинских мотора. Смањење тежине од 10% постиже се употребом челика и легура алуминијума веома високе чврстоће. Ватово задње вешање са торзионом гредом, први пут коришћено на Опел астри Ј, долази као стандард. Аутомобил је опремљен радио са екраном у боји од 4,2" или MyLink 2.0 инфортејнмент системом са екраном од 8" и може се конфигурисати са OnStar Gen10 који нуди 4Г ЛТЕ интернет везу са уграђеном Wi-Fi hotspot.

Муле кинеске верзије круза су шпијуниране у Сједињеним Државама са другачијом предњом маском.
- Кинеска верзија Шевролет круза
- Задњи поглед
- Ентеријер